# درگیری القاعده و داعش
درگیری القاعده و داعش، درگیری مداوم بین القاعده و گروه‌های متحد آن با داعش است.

## پیش‌زمینه
در ۸ آوریل ۲۰۱۴، ابوبکر بغدادی، رهبر دولت اسلامی عراق، بیانیه‌ای صوتی منتشر کرد که در آن ادعا کرد که دولت اسلامی عراق و جبهه النصره، دو گروه وابسته به القاعده، در حال ادغام در یک گروه به نام دولت اسلامی عراق و شام هستند. ابومحمد جولانی، رهبر جبهه النصره و ایمن الظواهری، رهبر القاعده، هر دو، ادّعای ادغام را رد کردند. جولانی، مدعی شد که او و سایر رهبران النصره، هرگز به ابوبکر بغدادی، اجازه ادغام این گروه‌ها را نداده‌اند.
ایمن الظواهری، نامه‌ای به جولانی و بغدادی که هر دو در آن زمان، تحت فرمان او بودند، نوشت و در آن اعلام کرد که اجازه ادغام این دو گروه را نمی‌دهد. او همچنین یک دیپلمات را برای پایان دادن به تنش‌ها فرستاد. بغدادی به نامه الظواهری پاسخ داد و اعلام کرد که برای انجام این ادغام، نیازی به تأیید الظواهری ندارد و در هر صورت، با این ادغام، پیش می‌رود. این ادغام، با ادغام دولت اسلامی عراق و برخی از جنگجویان النصره و تشکیل دولت اسلامی عراق و شام، اتفاق افتاد. رهبری النصره و همچنین القاعده، هر دو، رسماً، ادغام را رد کردند که منجر به تنش، در اثر جدا شدن گروه جهادگرای تازه تأسیس داعش، از شبکه جهانی جهادگرا که تحت سلطه القاعده بود، شد.
در اکتبر ۲۰۱۳، ماه‌ها پس از ادغام، الظواهری، به بغدادی، فرصت نهایی را داد تا داعش را منحل کند و جنبش جهادگرا در سوریه را به النصره بازگردانده و دولت اسلامی عراق را احیا کرده و به آن اجازه دهد کنترل جنبش جهادگرایان در عراق را به دست بگیرد. بغدادی، از تبعیت از الظواهری، امتناع کرد و داعش، به فعالیت خود در عراق و سوریه ادامه داد. در فوریه ۲۰۱۴، پس از هشت ماه تنش، که در آن، داعش، مدام از اجرای خواسته‌های القاعده، امتناع می‌کرد، القاعده، رسماً خود را از داعش جدا و همه روابط خود را با آن را قطع و دشمنی با آن را آغاز کرد.
در ۲۹ ژوئن ۲۰۱۴، داعش، نام خود را به «دولت اسلامی» تغییر داد و سرزمین‌های تحت کنترل خود را به عنوان خلافت و ابوبکر بغدادی را به عنوان خلیفه اعلام کرد. همچنین داعش به عنوان یک خلافت خودخوانده، ادعای حکمرانی بر همه مسلمانان و سرزمین‌های مسلمان در سراسر جهان را داشت. ادعای داعش به عنوان خلافت مشروع اسلامی، توسط بسیاری از مسلمانان از جمله القاعده، رد شد.
داعش، بسیار بی‌رحم‌تر از القاعده توصیف شده است. به عنوان مثال، در حالی که القاعده، مسلمانان شیعه را کافر می‌داند، آنها کشتارهای حکومت‌های اسلامی علیه شیعیان را نیز محکوم کرده‌اند. اسامه بن لادن، علی‌رغم تنفرش از شیعیان، می‌خواست اختلافات را کنار بگذارد تا یک وحدت شیعه و سنی برای مقابله با اتحاد یهودی-مسیحی که او ادعا می‌کرد برای مبارزه با اسلام ایجاد شده است، ایجاد کند؛ اما داعش به هیچ‌وجه، شیعیان را تحمل نمی‌کند.

## درگیری
از زمان تأسیس، داعش، با القاعده و متحدانش از جمله طالبان، دشمنی داشت. درگیری بین القاعده و داعش به عنوان «جنگ داخلی جهادگرایان» نیز نامیده می‌شود.
همچنین، از زمان تأسیس داعش، بسیاری از گروه‌های وابسته به القاعده از هم پاشیدند و گروه‌های خاصی از این بین گروه‌ها، با داعش، بیعت کردند؛ در حالی که بقیه، مخالف داعش بودند. گروه‌هایی که به داعش پیوستند، عبارتند از انصار الاسلام کردستان، بوکو حرام، جنبش اسلامی ازبکستان، امارت قفقاز، ابو سیاف، انصار بیت‌المقدس، تیپ عقبه بن نافع و الشباب.
نخستین نمونه این درگیری، در زمان ظهور داعش در شمال و غرب عراق در سال ۲۰۱۴ بود. در آن زمان، اکثریت قریب به اتفاق جهادگرایان کرد، یا متعلق به انصار الاسلام یا متعلق به تیپ‌های کردستان القاعده بودند که از متحدان نزدیک جماعت انصارالله به‌شمار می‌رفتند. زمانی که داعش، به کردستان، نزدیک شد، جماعت انصارالله، آن را چالشی برای هژمونی خود دانستند و شروع به حمله به مواضع داعش کردند. این درگیری‌ها برای ماه‌ها ادامه یافت و داعش در آن غلبه داشت. برخی از شبه‌نظامیان و فرماندهان جماعت انصارالله، بعداً به داعش پیوستند. جماعت انصارالله بعداً به شدت افول کرد، اگرچه فعال ماند و به مبارزه با داعش، ادامه داد.
در ابتدا، القاعده در شبه‌جزیره عربستان با داعش، مخالفت نکرد و بسیاری از اعضای القاعده، در واقع از داعش و ایجاد خلافت آن در عراق و سوریه حمایت کردند. ناصر وحیشی، رهبر سابق القاعده نیز قصد داشت که در صورت آمدن آنها به یمن، با داعش، بیعت کند. با این حال، زمانی که داعش یمن در سال ۲۰۱۵ تأسیس شد، به آن نپیوستند و فقط برخی از اعضای القاعده با داعش یمن، بیعت کردند. این، باعث درگیری القاعده و داعش یمن شد. این دو گروه در طول جنگ داخلی یمن به درگیری ادامه دادند.
درگیری داعش و طالبان در اوایل فوریه ۲۰۱۵ آغاز شد، زمانی که داعش خراسان به افغانستان آمد و یک فرمانده طالبان در این روند، کشته شد. طالبان با کشتن یا اسیر کردن بیش از ۶۵ شبه‌نظامی داعش، پاسخ داد.
گروه‌های وابسته به القاعده و داعش در جنگ داخلی سوریه همزمان با جنگیدن با اپوزیسیون سوریه، علیه یکدیگر نیز می‌جنگیدند. القاعده و داعش، در جنگ مالی و شورش بوکو حرام نیز در طرف‌های مخالف، می‌جنگند.
در طول درگیری درنا، شبه‌نظامیان طرفدار القاعده، با موفقیت، محاصره داعش لیبی در درنه را شکستند و شروع به جنگ با داعش در سراسر لیبی کردند.